# Dècada del 410 aC

## Esdeveniments
- 413 aC - Eurípides escriu Electra.
- 418 aC - Es publica Les Suplicants d'Eurípides.

## Personatges destacats
- Protàgores, filòsof grec.
- Gòrgies de Leontins, filòsof grec.